# تپه خارا بامچید (مسجد خرابه)
تپه خارا بامچید (مسجد خرابه) مربوط به سده‌های میانی دوران‌های تاریخی پس از اسلام است و در شهرستان گرمی، بخش مرکزی، دهستان اجارود مرکزی، روستای آزادلی واقع شده و این اثر در تاریخ ۱۲ شهریور ۱۳۸۶ با شمارهٔ ثبت ۱۹۴۲۷ به‌عنوان یکی از آثار ملی ایران به ثبت رسیده است.